# Das Flammenmeer von Kuwait
Das Flammenmeer von Kuwait ist ein US-amerikanischer Dokumentarfilm aus dem Jahr 1992. 

## Handlung
Nachdem der irakische Diktator Saddam Hussein die kuwaitischen Ölfelder in Brand setzen ließ, wurden Spezialteams aus aller Welt in das kleine Land geholt, um die Brände zu löschen und die Umweltverschmutzung zu stoppen. Der Film stellt die unterschiedlichen Techniken vor, die zum Einsatz kamen. So wird z. B. von einem US-Team TNT eingesetzt, der zur Explosion gebracht wird und dessen Schockwelle die Flammen ersticken sollen. Ein ungarisches Team benutzt die Triebwerke eines Kampfjets, die, auf einem Panzer montiert, die Flammen ausblasen.

## Kritik
Desson Howe von der Washington Post schrieb, auf einer normalen Leinwand wirke der Film wie eine normale engagierte Dokumentation. Im IMAX-Format jedoch werde er zu einem titanischen und archetypischen Mensch-gegen-Natur-Schlagabtausch.

## Auszeichnungen
1993 wurde der Film in der Kategorie Bester Dokumentarfilm für den Oscar nominiert.
Barbara Kerr erhielt für ihre Arbeit den Eddie, den Filmpreis der American Cinema Editors.

## Hintergrund
Der Film wurde im IMAX-System gedreht und ist der erste Film dieser Art, der eine Oscar-Nominierung erhielt.
Sprecher des Films war der Schauspieler Rip Torn.